# Bezprym
Bezprym (n. 987 d.Hr. – d. 1032) a fost un Duce al Poloniei în perioada 1031-1032.
El a fost fiul cel mare al regelui polonez Boleslau I cel Viteaz, dar tatăl său i-a retras dreptul la succesiune și în jurul anului 1001 l-a trimis în Italia, pentru a se călugări la unul dintre schiturile Sf. Romuald din Ravenna.
A fost expulzat de fratele său vitreg Mieszko al II-lea Lambert după moartea tatălui lor. În 1031, Bezprym a devenit conducătorul unei zone mari din Polonia în urma atacului simultan al forțelor germane și kievene care au dus la fuga regelui Mieszko al II-lea în Boemia. Domnia sa a fost de scurtă durată și, potrivit unor surse, extrem de crudă. El a fost ucis în 1032 și Mieszko al II-lea a revenit pe tronul Poloniei. Se speculează că revolta păgână în Polonia împotriva creștinării forțate a început în timpul scurtei sale domnii.

## Originea numelui
Acest nume nu a fost folosit printre nobilimea poloneză, dar a fost cunoscut în sursele din Boemia, apărând ca: Bezprim, Bezprem, Bezperem. În conformitate cu una dintre ipoteze, numele este de origine slavonă, și a fost probabil, pronunțat ca Bezprzem sau Bezprzym. Datorită tradiției și a imposibilității de a determina versiunea corectă a numelui, Bezprym rămâne forma utilizată.

## Viața

### Primii ani
Bezprym a fost singurul copil a lui Boleslau I Viteazul, născut din a doua căsătorie cu o prințesă maghiară necunoscută, care, în literatura veche, a fost identificată ca Judith, fiica lui Geza, Marele Duce al Ungariei. La scurt timp după nașterea sa, căsătoria dintre părinții săi a luat sfârșit, probabil din cauza deteriorării relațiilor politice dintre Polonia și Ungaria. Mama lui Bezprym a fost repudiată și trimisă departe, deși, este posibil să fi rămas în Polonia și să fi murit la scurt timp după aceea.
La scurt timp după divorț, Boleslau s-a recăsătorit cu Emnilda, cu care a avut cinci copii. Fiul cel mare al acetei uniri, viitorul Mieszko al II-lea Lambert, s-a născut în 990.
Primii ani ai lui Bezprym sunt aproape necunoscuți, în comparație cu fratele său vitreg, Mieszko al II-lea, a căruit tinerețe a fost descrisă în mai multe surse contemporane. Acest lucru a arătat că tatăl său îl plăcea mai mult pe Mieszko, și îl considera succesorul său.
Bezprym a fost destinat pentru o carieră de Biserică, un fapt care este demonstrat în Vita Sf. Saint Romauld, un pustnic de la Ravenna. Acolo se afirmă că, unul dintre schituri a fost locuit de fiul unui duce polonez, care în anul 1001 i-a dăruit un cal. Potrivit istoricilor moderni, acest prinț ar putea fi doar Bezprym. Cu toate acestea, în istorigrafia modernă, există o teorie cum că prințul polonez care a trăit în schitul de la Ravenna, a fost Lambert, fiul lui Mieszko I, sau un fiu necunoscut al lui Boleslau I, din prima sa căsătorie cu fiica lui Rikdag, Margraf de Meissen.
Este posibil ca el să se fi aflat în Ungaria unde fusese numit conducătorul regiunilor Veszprém și Zala. Este posibil ca Bezprym să fi fost prezent la încoronarea tatălui său ca rege al Poloniei, în Catedrala Gniezno, pe 25 aprilie 1025.

## Duce al Poloniei

### Asumarea puterii
Probabil după ce Mieszko al II-lea a preluat controlul asupra guvernului Poloniei, atât Bezprym cât și fratele vitreg mai tânăr, Otto, au avut reședința în Polonia pentru o perioadă scurtă de timp. Cu toate acestea, Mieszko al II-lea l-a expulzat pe Bezprym din țară, probabil făcând același lucru și cu Otto în 1030, când a descoperit că cei doi au uneltit împotriva lui, cu ajutorul împăratului Conrad al II-lea.
Bezprym s-a refugiat în Rusia și probabil a folosit slăbiciunea lui Mieszko al II-lea, ca scuză pentru a obține alianța domnitorului Rurikids Yaroslav I cel Înțelept și Milostiv. În 1031, în timp ce Mieszko al II-lea apăra granița de vest de expedițiile germane, Bezprym și forțele ruse au intrat în Polonia. Mieszko al II-lea era ocupat să aprere regiunea Lusatia și, prin urmare, nu a reușit să respingă atactul fratelui său vitreg. A fost forțat să fugă în Boemia, unde a fost închis și castrat la ordinele Ducelui Oldrich. Yaroslav I cel Înțelept a anexat Rutenia Roșie la domniile sale și Bezprym s-a urcat pe tronul Poloniei. Trupele lui Yaroslav I au intervenit direct în provinciile centrale ale țării, cu scopul de a-l integra pe noul duce pe tron.

### Guvernarea
La scurt timp după preluarea puterii, Bezprym a trimis coroana regală și însemnele regale împăratului. Astfel, el a renunțat la titlul regal și a acceptat primatul de vecin vestic. Coroana și însemnele regale au fost livrate personal de către soția lui Mieszko al II-lea Regina Richeza. În 1031, împreună cu copii ei, Cazimir, Ryksa și Gertruda, au părăsit țara. La curtea împăratului Conrad al II-lea, regina detronată a fost primită cu toate onorurile, și de asemenea, i s-a permis să continue să folosească titlul regal. Plecarea ei, în special al fiului ei, a fost extrem de benefică pentru  Bezprym, deoarece acesta a eliminat un posibil pretendent la tron. Mieszko al II-lea nu a fost considerat periculos la acea vreme până când nu a fost închis și castrat la ordinele Ducelui Oldrich.
Cu toate acestea, există un grup mare de susținători ai fostului domnitor. Se crede că Bezprym a început persecuția sângeroasă împotriva lor, la scurt timp după ce și-a început guvernarea. Mulți reprezentanți ai elitei sociale poloneze au fost forțați să fugă. Reacția nu a fost numai pe fundal religios, ci și socială. În principal, această lupta a fost o reflectare a situației economice provocate de politica agresivă a lui Boleslau I și mai puțin favorabilă pentru Mieszko al II-lea. Înfrângerea în Bătălia din Vest a tăiat sursa de bază a existenței trupelor poloneze, care au fost forțate să jefuiască ținuturile occidentale.

## Decesul și urmările
Guvernarea lui Bezprym nu a durat mult. Motivul căderii lui a fost cruzimea extremă. Potrivit Cornicilor din Hildesheim, acesta a fost ucis de oamenii lui în primăvara anului 1032. Probabil că instigatorii au fost chiar frații săi vitregi, iar conspiratorul principal a fost Otto, care a rămas liber în Germania. Locul de înmormântare este necunoscut.
Statul polonez, ca rezultat al guvernării lui Bezprym, fusese slăbit substanțial. După moartea sa, țara a fost împărțită în trei: între Mieszko al II-lea, Otto și vărul său, Dytryk.
1. ↑  Czech National Authority Database, accesat în 1 martie 2022